# حوسبة سحابية اجتماعية
الحوسبة السحابية الاجتماعية، وأيضًا  الحوسبة السحابية الاجتماعية من نظير إلى نظير، هي مجال من مجالات علم الحاسوب التي تعمم الحوسبة السحابية لتشمل مشاركة موارد الحوسبة ومقايضتها واستئجارها عبر النظراء الذين يُضبط مالكوهم ومشغلوهم عن طريق شبكة اجتماعية أو نظام سمعة. توسع الحوسبة السحابية الاجتماعية الحوسبةَ السحابية القديمة إلى ما هو أبعد من حدود مراكز البيانات التجارية الرسمية التي يديرها مزودو الخدمات السحابية، لتشمل أي شخص مهتم بالمشاركة في اقتصاد خدمات سحابية تشاركي. يمنح ذلك بدوره مزيدًا من الخيارات، وتوفيرًا أكبر في الحجوم مع دعم الميزات الإضافية لاستضافة البيانات وخدمات الحوسبة في الحالات الحرجة عند الحاجة الماسة إليها.

## الأبحاث
كان الربط الشبكي والحوسبة عن طريق شبكة نظير لنظير (بّي تو بّي) لتمكين الحوسبة السحابية اللامركزية أحد المجالات البحثية لفترة من الزمن. تُقاطِع الحوسبة السحابية الاجتماعية بين الحوسبة السحابية عبر شبكة نظير لنظير مع الحوسبة الاجتماعية للتحقق من سمعة مالك الشبكة وبالتالي منح ضمانات لأمان الخدمة وجودتها بالنسبة إلى المستخدمين. يمكن إنشاء بيئات حوسبة وتعديلها بشكل ثابت أو ديناميكي عن طريق النظراء على الإنترنت اعتمادًا على مواردهم المتاحة وسمعتهم التي تم التحقق منها لتأمين تلك الضمانات.

## التطبيقات
سُلط الضوء على الحوسبة السحابية الاجتماعية باعتبارها فائدة محتملة للحوسبة واسعة النطاق، وألعاب الفيديو، وبث الوسائط. استُخدمت مبادئ الحوسبة السحابية الاجتماعية بشكل معروف في منصة بنية باركلي التحتية المفتوحة للحوسبة الشبكية (بونيك)، جاعلةً هذه الخدمة أكبر شبكة حوسبة في العالم. سوبوتاي سوشال هي خدمة أخرى تستخدم الحوسبة السحابية الاجتماعية. تسمح سوبوتاي بمشاركة موارد العتاد إلى جانب الملفات عالميًا أو داخل شبكة صغيرة عن طريق بروتوكول نظير لنظير.

## العقبات
ظهرت العديد من العقبات عند الانتقال من البنية السحابية التقليدية إلى البيئة السحابية الاجتماعية:

### توافرية الموارد الحاسوبية
تُعد التوافرية حسب الطلب أساسية بالنسبة إلى العديد من عملاء الحوسبة السحابية في حالة الحوسبة السحابية التقليدية. لا تدعم الحوسبة السحابية الاجتماعية ضمان هذه التوافرية لأنه في بيئة تستخدم بروتوكول نظير لنظير، يكون النظراءُ أجهزةً محمولة يمكنها الدخول إلى شبكة نظير لنظير أو مغادرتها في أي وقت، أو تكون حواسيبَ مكتبية تمتلك هدفًا رئيسيًا يجعلها تتجاهل حوسبة النظير لنظير في أي وقت. حالات الاستخدام الناجحة الوحيدة نسبيًا في السنوات الأخيرة هي تلك التي لا تحتاج إلى نتائج في الزمن الحقيقي، وإنما تحتاج فقط إلى قوة حاسوبية لمجموعة فرعية صغيرة أو وحدة لخوارزمية أكبر أو مجموعة بيانات.

### الثقة والأمان
على عكس مراكز البيانات واسعة النطاق، وصور العلامات التجارية للشركات، يثق الناس بالنظراء بنسبة أقل مقارنةً بشركات مثل غوغل وأمازون. يحتاج تشغيل بعض أنواع الحوسبة مع معلومات حساسة عندها إلى التشفير بشكل مناسب، وقد تقلل تكاليف هذا التشفير من فائدة تفريغ بّي تو بّي. عندما توزّع الموارد على شكل قطع صغيرة إلى عدة نظراء لإجراء عمليات الحساب، يجب وضع الثقة المتأصلة في العميل، بغض النظر عن التشفير الذي يتوقعه هذا العميل.

### الوثوقية
يجب أن تكون وثوقية عمليات الحساب ثابتة ومنتظمة بشكل مشابه للتوافرية. إذا قوطعت عمليات الحساب المفرغة إلى الزبون بشكل مستمر، يجب وضع بعض الآليات للتحقق من ذلك كإمكانية معرفة العميل إن كانت عملية الحساب غير منتهية أو تحتاج بكاملها إلى إعادة تنفيذ. في الحوسبة الاجتماعية التي تستخدم بّي تو بّي، تكون القوة الحسابية الموثوقة المتوقعة صعبة التحقيق لأن سرعة عملية حساب العميل قد تعتمد على كمية استخدام العميل للجهاز النهائي. قد تسمح بعض طرق التغلب على ذلك بحدوث العمليات الحسابية ليلًا فقط، أو خلال أوقات محددة لا تكون فيها موارد المستخدم قيد الاستخدام.